# サンアディユ
サンアディユ（欧字名:Sans Adieu、2002年3月26日 - 2008年3月9日）は、日本の競走馬
。主な勝ち鞍は2007年のセントウルステークス、アイビスサマーダッシュ、京阪杯。
馬名の意味は、「さよならは言わないで（仏）」。

## 戦績
2005年4月17日、阪神競馬場にて3歳で遅いデビューを迎え、4着。休養を経ての3戦目で初勝利を挙げ、以後一貫してダートの競走を走り続ける。その後しばらく条件クラスで低迷していたが、4歳夏からの3戦で3連勝を遂げてオープン昇格を果たす。しかし2007年に入り、ガーネットステークスで初の重賞に挑戦するもこのクラスではなかなか自分の型に持ち込むことができず、続く京葉ステークスとも立て続けに大敗を喫した。
引退（地方競馬移籍）も囁かれるなか、短期放牧を挟んで初めての芝コースとなるアイビスサマーダッシュに出走。鞍上の村田一誠が同馬初騎乗ということもあり13番人気の低評価であったが、それまで先行策一辺倒だったイメージを払拭する中団からの差し切りを演じて快勝。5歳にして初重賞制覇を果たした。
サマースプリントシリーズのチャンピオンを目指し臨んだ北九州記念は先行争いの速い流れに巻き込まれてしまい7着に終わったが、シリーズ最終戦となるセントウルステークスでは2番手から抜け出すと5馬身差の圧勝。鞍上の川田将雅は初騎乗であったものの、11番人気という低評価を再び覆す結果となった。勝ち時計1分07秒1は2002年にビリーヴが記録したものと並ぶレースレコードであり、この勝利でシリーズのチャンピオンとなり5000万円のボーナスを獲得した。その後、余勢を駆って第41回スプリンターズステークスに出走。1番人気に支持されてのレースとなったが、好スタートを切ったアストンマーチャンが逃げるなかその後ろの集団につけ、最後の直線で逃げるアストンマーチャンに迫ったものの最後はかわしきれず2着に敗れた。その後は香港スプリントへの挑戦が予定されていたが、検疫の都合で回避。京阪杯に出走し、1番人気の支持に応え重賞3勝目を挙げた。
2008年は春の目標を高松宮記念に据えて大井から移籍したばかりの内田博幸を鞍上に迎え、オーシャンステークスから始動する。単勝1.7倍の圧倒的1番人気に支持されていたもののスタートで隣りの枠に入っていたアイルラヴァゲインが後ろ扉を蹴ったことに驚き、サンアディユ自身もゲート内で前扉をくぐろうとするなど暴れてしまう。さらに発走態勢が整わないままゲートが開かれてしまったことにより大きく出遅れてしまい、そのまま最下位16着に敗れた。
ゲートが切られる前にゲートの後ろでは発走委員が、後ろ扉からサンアディユから出すことを相談していた。そのため一部の騎手からは、後ろ扉を開ける指示が出たと思い重心を下げた時にゲートが開いたと不満が出た。またサンアディユがゲート内で長時間暴れ、ゲート入りをやり直すことの多い状況だったことから、スターター（発走委員の川崎由量）が「開けるぞ」と叫んだのを後ろ扉を開ける意味だと考えた騎手もいた。スタートの切り方について川崎は、「開けるぞ」はゲートに駆け寄った厩務員に注意を促すためのもので、「結果的にはサンアディユ以外の馬は影響なくゲートを出てくれた」と正当性を強調した。さらに川崎は「他の馬も動いていたし、あのタイミングしかなかった」「誤解を招いたのはしようがない」とも発言した。一方川崎が所属するJRAは謝罪会見を開いた。
サンアディユは元来、音に敏感な面があり、驚くと体をこわばらせてしまう面があった。また以前に騎乗した川田は「ゲート内で固まってしまい出ないことがある」とも語っていた。2007年から本馬を担当した厩務員は様々な工夫を施し我慢させることを教え、克服させた結果が快進撃に結実していたが隣りゲートの物音により不運にもその悪癖が引き起こされてしまった。
翌日の3月9日、栗東トレセンの馬房で倒れ、正午過ぎに心不全により急死した。

## 競走成績
| 年月日 | 年月日 | 年月日 | 競馬場 | 競走名          | 格       | 人気 | 倍率 | 着順 | 距離          | タイム | （上3F） | 騎手     | 勝ち馬 / （2着馬）     |
| ------ | ------ | ------ | ------ | --------------- | -------- | ---- | ---- | ---- | ------------- | ------ | -------- | -------- | ---------------------- |
| 2005   | 4.     | 17     | 阪神   | 3歳未勝利       |          | 4人  | 20.7 | 04着 | ダ1400m（良） | 1:27.8 | (38.5)   | 渡辺薫彦 | ケイティーズギフト     |
|        | 5.     | 8      | 京都   | 3歳未勝利       |          | 2人  | 4.7  | 10着 | ダ1400m（稍） | 1:26.5 | (38.5)   | 生野賢一 | サクセスキーワード     |
|        | 9.     | 11     | 阪神   | 3歳未勝利       |          | 3人  | 7.2  | 01着 | ダ1400m（良） | 1:25.3 | (37.7)   | 生野賢一 | （シンプリシティー）   |
|        | 10.    | 1      | 阪神   | 3歳上500万下    |          | 2人  | 3.7  | 08着 | ダ1400m（良） | 1:27.2 | (38.9)   | 生野賢一 | フミノラピス           |
| 2006   | 3.     | 25     | 阪神   | 4歳上500万下    |          | 1人  | 3.3  | 01着 | ダ1400m（良） | 1:25.3 | (37.7)   | 小牧太   | （ノーストピア）       |
|        | 4.     | 23     | 京都   | 4歳上1000万下   |          | 4人  | 6.9  | 02着 | ダ1400m（良） | 1:23.6 | (37.6)   | 小牧太   | グランプリオーロラ     |
|        | 5.     | 27     | 中京   | 御嶽特別        | 1000万下 | 2人  | 4.5  | 16着 | ダ1700m（良） | 1:48.5 | (41.2)   | 小牧太   | セトノシェーバー       |
|        | 11.    | 8      | 新潟   | 3歳上500万下    |          | 1人  | 1.7  | 01着 | ダ1200m（稍） | 1:10.8 | (37.3)   | 柴田善臣 | （ガイヤール）         |
|        | 9.     | 10     | 中山   | 浦安特別        | 1000万下 | 1人  | 3.3  | 01着 | ダ1200m（良） | 1:11.9 | (37.6)   | 柴田善臣 | （ダイワインディアナ） |
|        | 11.    | 26     | 京都   | 貴船S           | 1600万下 | 3人  | 6.8  | 01着 | ダ1200m（良） | 1:10.8 | (36.5)   | 小牧太   | （メイショウヨシヒサ） |
| 2007   | 1.     | 7      | 中山   | ガーネットS     | GIII     | 5人  | 11.8 | 16着 | ダ1200m（不） | 1:13.1 | (40.2)   | 小牧太   | スリーアベニュー       |
|        | 4.     | 14     | 中山   | 京葉S           | OP       | 10人 | 45.7 | 12着 | ダ1200m（重） | 1:11.4 | (38.0)   | 菊沢隆徳 | サチノスイーティー     |
|        | 7.     | 15     | 新潟   | アイビスSD      | JpnIII   | 13人 | 77.1 | 01着 | 芝1000m（良） | 0:55.1 | (32.9)   | 村田一誠 | （ナカヤマパラダイス） |
|        | 8.     | 12     | 小倉   | 北九州記念      | JpnIII   | 5人  | 14.8 | 07着 | 芝1200m（良） | 1:08.2 | (35.7)   | 村田一誠 | キョウワロアリング     |
|        | 9.     | 9      | 阪神   | セントウルS     | GII      | 11人 | 30.8 | 01着 | 芝1200m（良） | 1:07.1 | (33.6)   | 川田将雅 | （カノヤザクラ）       |
|        | 9.     | 30     | 中山   | スプリンターズS | GI       | 1人  | 3.6  | 02着 | 芝1200m（不） | 1:09.5 | (36.1)   | 川田将雅 | アストンマーチャン     |
|        | 11.    | 23     | 京都   | 京阪杯          | GIII     | 1人  | 1.8  | 01着 | 芝1200m（良） | 1:07.9 | (34.0)   | 武豊     | （ペールギュント）     |
| 2008   | 3.     | 8      | 中山   | オーシャンS     | JpnIII   | 1人  | 1.7  | 16着 | 芝1200m（良） | 1:10.4 | (35.2)   | 内田博幸 | プレミアムボックス     |

## 血統表
| サンアディユの血統（ヴァイスリージェント系 / Northern Dancer4×4=12.50%、Round Table4×5=9.38%） | サンアディユの血統（ヴァイスリージェント系 / Northern Dancer4×4=12.50%、Round Table4×5=9.38%） | サンアディユの血統（ヴァイスリージェント系 / Northern Dancer4×4=12.50%、Round Table4×5=9.38%） | （血統表の出典） | （血統表の出典） |
| 父 *フレンチデピュティ French Deputy 1992 栗毛 アメリカ                                        | 父の父Deputy Minister 1979 黒鹿毛 アメリカ                                                     | Vice Regent                                                                                    | Northern Dancer  | Northern Dancer  |
| 父 *フレンチデピュティ French Deputy 1992 栗毛 アメリカ                                        | 父の父Deputy Minister 1979 黒鹿毛 アメリカ                                                     | Vice Regent                                                                                    | Victoria Regina  |                  |
| 父 *フレンチデピュティ French Deputy 1992 栗毛 アメリカ                                        | 父の父Deputy Minister 1979 黒鹿毛 アメリカ                                                     | Mint Copy                                                                                      | Bunty's Flight   | Bunty's Flight   |
| 父 *フレンチデピュティ French Deputy 1992 栗毛 アメリカ                                        | 父の父Deputy Minister 1979 黒鹿毛 アメリカ                                                     | Mint Copy                                                                                      | Shakney          |                  |
| 父 *フレンチデピュティ French Deputy 1992 栗毛 アメリカ                                        | 父の母Mitterand 1981 鹿毛                                                                      | Hold Your Peace                                                                                | Speak John       | Speak John       |
| 父 *フレンチデピュティ French Deputy 1992 栗毛 アメリカ                                        | 父の母Mitterand 1981 鹿毛                                                                      | Hold Your Peace                                                                                | Blue Moon        |                  |
| 父 *フレンチデピュティ French Deputy 1992 栗毛 アメリカ                                        | 父の母Mitterand 1981 鹿毛                                                                      | Laredo Lass                                                                                    | Bold Ruler       | Bold Ruler       |
| 父 *フレンチデピュティ French Deputy 1992 栗毛 アメリカ                                        | 父の母Mitterand 1981 鹿毛                                                                      | Laredo Lass                                                                                    | Fortunate Isle   |                  |
| 母 *シェリーザ Sheriyza 1992 黒鹿毛 アイルランド                                               | 母の父Caerleon 1980 鹿毛                                                                       | Nijinsky II                                                                                    | Northern Dancer  | Northern Dancer  |
| 母 *シェリーザ Sheriyza 1992 黒鹿毛 アイルランド                                               | 母の父Caerleon 1980 鹿毛                                                                       | Nijinsky II                                                                                    | Flaming Page     |                  |
| 母 *シェリーザ Sheriyza 1992 黒鹿毛 アイルランド                                               | 母の父Caerleon 1980 鹿毛                                                                       | Foreseer                                                                                       | Round Table      | Round Table      |
| 母 *シェリーザ Sheriyza 1992 黒鹿毛 アイルランド                                               | 母の父Caerleon 1980 鹿毛                                                                       | Foreseer                                                                                       | Regal Gleam      |                  |
| 母 *シェリーザ Sheriyza 1992 黒鹿毛 アイルランド                                               | 母の母Sharaya 1980 鹿毛 アメリカ                                                               | Youth                                                                                          | Ack Ack          | Ack Ack          |
| 母 *シェリーザ Sheriyza 1992 黒鹿毛 アイルランド                                               | 母の母Sharaya 1980 鹿毛 アメリカ                                                               | Youth                                                                                          | Gazala           |                  |
| 母 *シェリーザ Sheriyza 1992 黒鹿毛 アイルランド                                               | 母の母Sharaya 1980 鹿毛 アメリカ                                                               | Shanizadeh                                                                                     | *ボールドリック  | *ボールドリック  |
| 母 *シェリーザ Sheriyza 1992 黒鹿毛 アイルランド                                               | 母の母Sharaya 1980 鹿毛 アメリカ                                                               | Shanizadeh                                                                                     | Safiah F-No.2-d  |                  |

- 8代母Eclairはファルマスステークス勝ち馬。
- 祖母のSharayaは1983年のヴェルメイユ賞などを勝っている。